# Qualcuno era comunista
Qualcuno era comunista è una canzone di Giorgio Gaber, pubblicata nel 1992, nell'album dal vivo Il teatro canzone riproposta nel 2001 nell'album La mia generazione ha perso. Il brano faceva parte di uno spettacolo, allestito dalla stagione 1991-1992, scritto da Gaber e Sandro Luporini, e costituito in gran parte da nuove versioni di canzoni e monologhi presentati in spettacoli precedenti; nell'edizione discografica gli unici inediti sono i monologhi "Gli inutili" e "Qualcuno era comunista".

## Ispirazione e testo
(Giorgio Gaber e Sandro Luporini, Qualcuno era comunista)

## Musicisti
- Luigi Campoccia, tastiere
- Claudio De Mattei, basso
- Gianni Martini, chitarre
- Luca Ravagni, fiati e tastiere
- Enrico Spigno, batteria